# Resolute
Resolute – osada w kanadyjskiej prowincji Nunavut. Znajduje się na Wyspie Cornwallisa, nad zatoką Resolute Bay. Jest to jedno z najdalej wysuniętych na północ osiedli ludzkich zamieszkanych przez cały rok. W miejscowości znajduje się lotnisko.
Osada znajduje się w polarnej strefie klimatycznej. Najniższa zanotowana tu temperatura wyniosła –52,2 °C, a najwyższa 18,3 °C. Opady około 150 mm rocznie.
Resolute liczy 198 mieszkańców (2016).

## Galeria

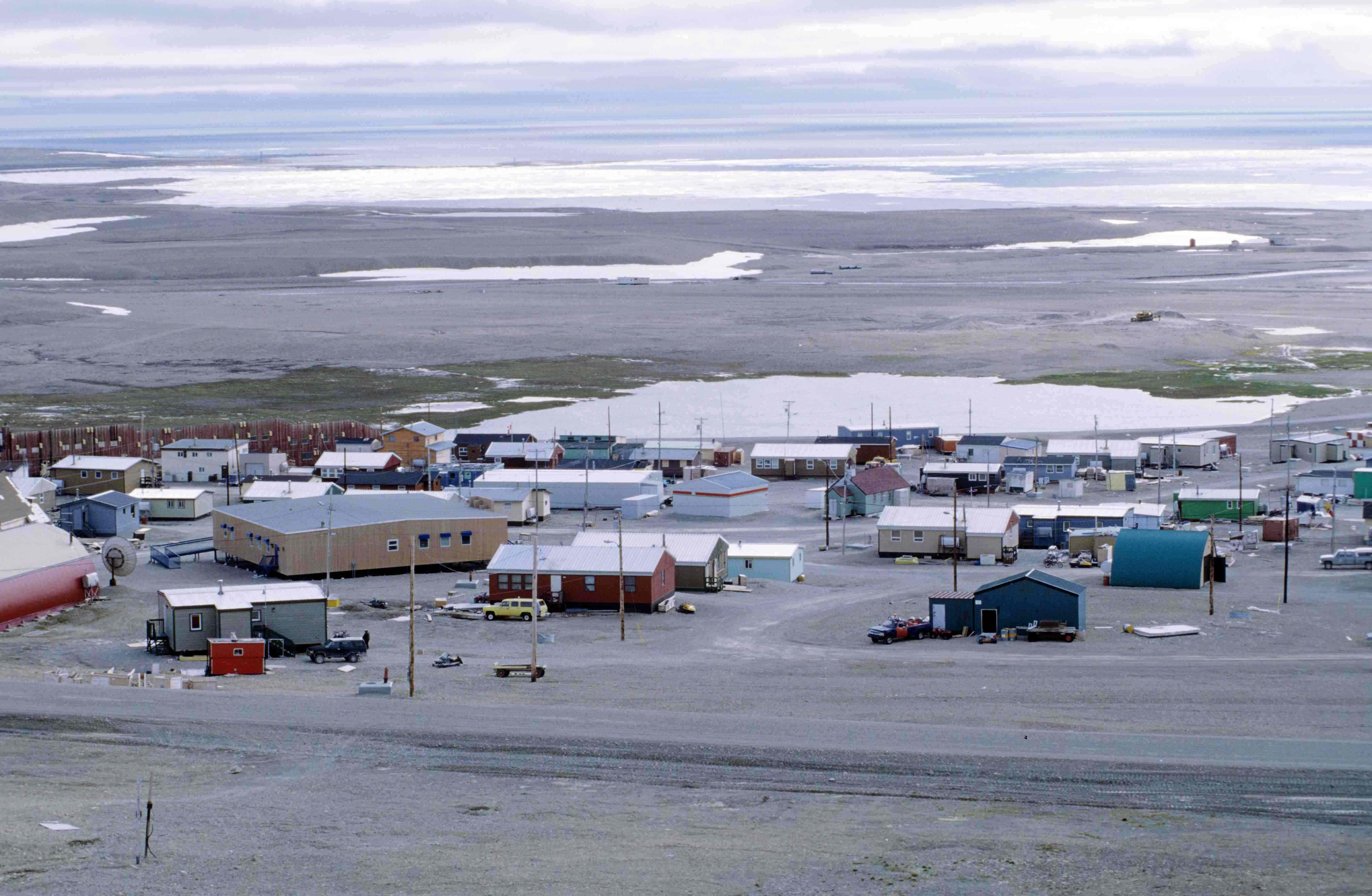
Resolute w 1997 roku
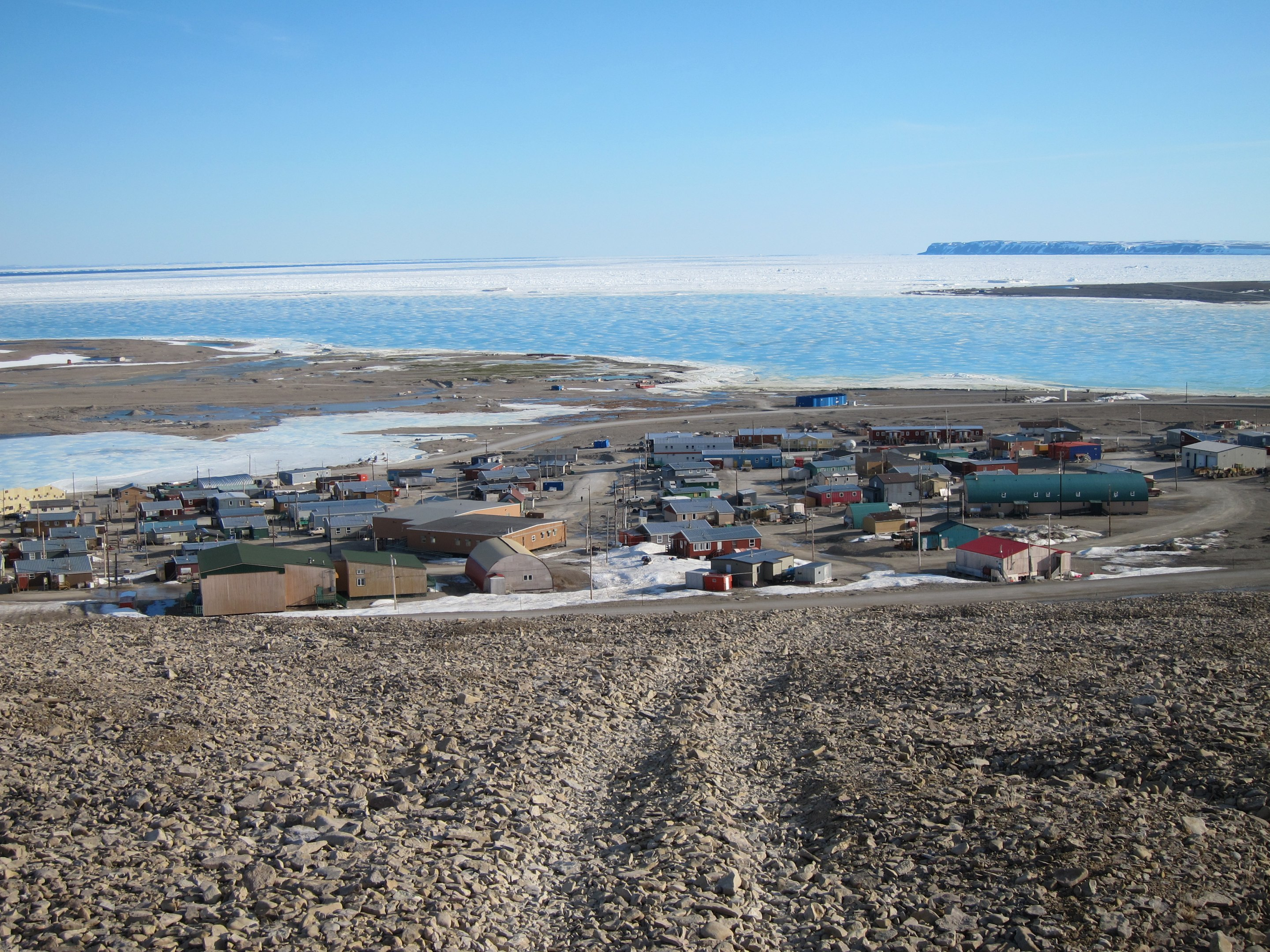
Resolute w 2011 roku
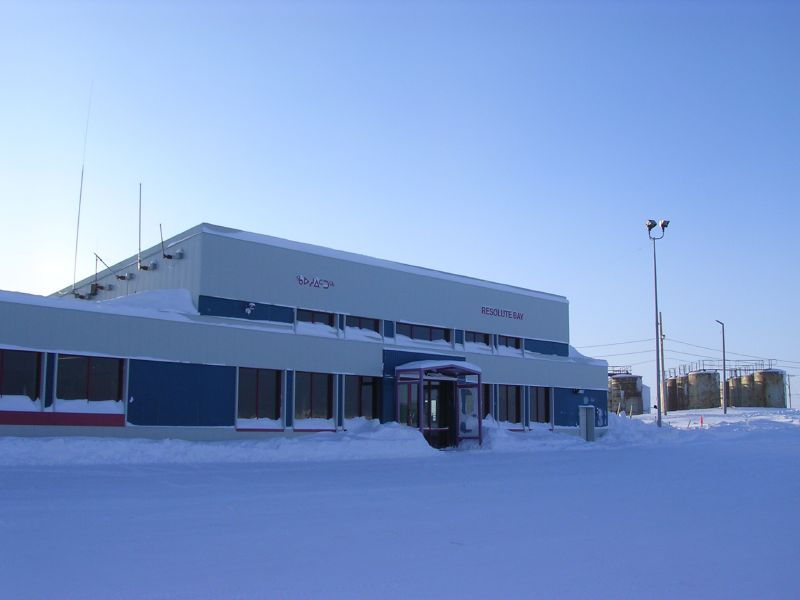
Terminal lotniska w Resolute